# Elektrostimulation
Unter Elektrostimulation versteht man allgemein die Reizung des menschlichen Körpers durch elektrische Felder.

## Geschichte
Im Jahr 1819 hatte Giovanni Aldini erstmals Elektrostimulationen bei Herzen enthaupteter Menschen durchgeführt und galvanische Ströme zur Behandlung von Synkopen empfohlen. Der Franzose Duchenne wandte 1870 galvanischen Strom bei einem Patienten mit Diphtherie zur Behandlung eines verlangsamten Pulses an. In Sydney hatte Gould 1929 ein Gerät entwickelt, mit dem er durch Elektrostimulation einen Säugling mit Pulsverlust wiederbelebte. Der Mediziner W. H. Sweet behandelte 1947 einen intraoperativen Herzstillstand erfolgreich durch Reizung des Sinuatrialknotens. Mittels externer (transthorakaler) Elektrostimulation behob Paul Maurice Zoll 1952 einen Herzstillstand bei einem Menschen.

## Medizinische Elektrostimulation – Elektrotherapie
Beim Ausfall von Nerven in der Peripherie des Körpers, also besonders an Armen und Beinen, kommt es zum Abbau von Muskelzellen des vom gelähmten Nerv versorgten Muskels. Um dies zu vermeiden, wird während einer Therapiesitzung mit Hilfe von angebrachten Elektroden mit geringen Stromstößen die Ansteuerung des betroffenen Nervs simuliert. Dadurch wird der bedrohte Muskel stimuliert, bewegt sich also wieder und soll nicht atrophieren.
Die Muskeln reagieren auf verschiedene Modulationsarten des Stromes unterschiedlich ausgeprägt. Im Allgemeinen werden mit exponentiellen Spannungsverläufen die besten Ergebnisse erzielt.
Die Elektrostimulation wird auch in der Humanmedizin bei Männern mit Anejakulation und in der Veterinärmedizin zur Gewinnung von Ejakulat bei Zuchttieren genutzt.

## Gefahren
Der menschliche Körper reagiert auf elektrische Ströme. Elektrische Spannungen (< 40 V) können unter ungünstigen Bedingungen (z. B. bei starker Schweißbildung und damit guter elektrischer Leitfähigkeit) zu Verletzungen (Verbrennungen, Funktionseinschränkung peripherer Nerven u. a.) führen; auch kann die Erregungsleitung zwischen den Herzmuskelzellen gestört werden, sodass es eventuell zu lebensbedrohlichen Herzrhythmusstörungen kommt.

## Funktionelle Elektrostimulation
Als Funktionelle Elektrostimulation (FES) wird die elektrische Stimulation eines Muskels direkt oder indirekt über die Motornerven zur Durchführung einer Muskelkontraktion bezeichnet, die auf zweierlei Arten durchgeführt werden kann.
Die wohl erfolgreichste und bekannteste Anwendung von implantierter FES ist der Herzschrittmacher. Je nach Schädigung wird auch hier der Herzmuskel meist im rechten Vorhof oder in der rechten Kammer (vgl. Herz) elektrisch erregt.
Weitere FES-Implantate: Atemschrittmacher (Phrenikusstimulator), Darmschrittmacher, Blasenschrittmacher.

### Nervenstimulation
Bei der Nervenstimulation wird eine elektrische Feldstärke mit genügend starken Gradienten angelegt, die im Nerv die Auslösung von Aktionspotentialen bewirkt, welche entlang der Motoneurone zu den Endplatten im innervierten Muskel gelangen. Dort lösen sie Aktionspotentiale aus, die in weiterer Folge eine Kontraktion des Muskels bewirkt.

### Elektrische Muskelstimulation oder Elektromyostimulation (EMS)

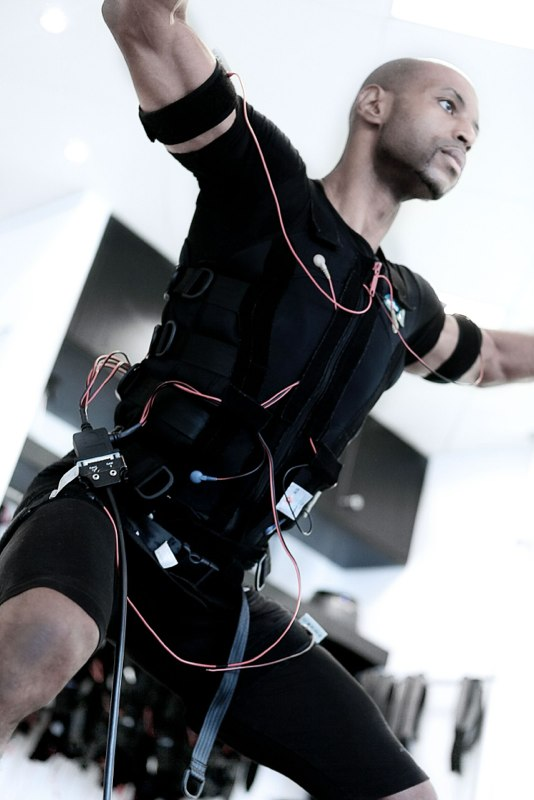
Fitnesstraining mit EMS

Das Gehirn sendet ein elektrisches Signal über das zentrale Nervensystem an den Muskel, damit dieser sich kontrahiert (zusammenzieht). Dieser Effekt wird beim EMS-Training gezielt genutzt. Über eine geeignet positionierte Elektrode wird der Strom – der üblicherweise vom Gehirn kommt – simuliert und gelangt über die motorische Endplatte zum Muskel. Durch Änderung der EMS-Reizfrequenz können verschiedene Bereiche des Muskelfaserspektrums unterschiedlich stark beansprucht werden. Die 2–4 Sekunden dauernden Impulse mit Reizstrom wechseln sich mit Pausen zwischen 0 und 6 Sekunden ab. Während der Impulsphasen wird der Muskel über seine Reizschwelle gebracht und es kommt zur Muskelkontraktion. Die Intervalle ahmen die natürliche Muskelbewegung nach. Damit die Muskeln des Menschen aktiviert werden können, sendet das Gehirn üblicherweise Impulse an die Muskeln. Durch die Verwendung von Reizstrom werden die Impulse beim EMS-Training nicht von innen, sondern von außen über die Nerven an die Muskeln gesendet, sodass sich diese während der Impulsphase zusammenziehen und während der Pausen entspannen. In Kombination mit Bewegungen kann dieser Effekt verstärkt werden und die Muskeln können schneller aufgebaut werden. Die Herz/Kreislauf-Ausdauer kann durch diese Form des Trainings nicht verbessert werden. Durch verschiedene Frequenzen können jedoch verschiedene Muskelgruppen aktiviert werden. Impulse im Bereich von 5 bis 30 Hz aktivieren die rote Ausdauermuskulatur, wohingegen Ströme mit Impulsen von 50 bis 80 Hz eher die großflächige, weiße Muskulatur aktiveren, was für den Aufbau der großen, sichtbaren Muskeln genutzt wird. Diese Form der Stimulation wird auch als EMS-Training bezeichnet und mindestens seit den 1970er Jahren sowohl auf ihre Einsatztauglichkeit bei Spitzensportlern als auch zur Rehabilitation hin untersucht. Da die Stimulation nicht über den physiologischen Weg (Nervensystem → Muskel), sondern auf direkte Art abläuft, ist die Elektromyostimulation nur begrenzt sinnvoll einsetzbar. Sie kann in Ruhe oder nur mit einfachen Bewegungen kombiniert werden, sodass die Koordinationsfähigkeit nicht entsprechend verbessert wird.
Beim EMS-Training führt die durch Strom induzierte Muskelkontraktion zu strukturellen Anpassungen der Muskulatur, welche die Grundlage einer messbar gesteigerten muskulären Leistungsfähigkeit darstellen. Eine systematische Überprüfung der entsprechenden Literatur ergab positive muskuläre Anpassungen bei Faserquerschnitt, Faserzusammensetzung und Aktivität der oxidativen Enzyme. Des Weiteren wurden nervale Anpassungen im Sinne einer Verbesserung der neuronalen Aktivierung der Muskulatur gezeigt. Aufgrund der positiven Wirkung von EMS auf strukturelle und funktionelle Muskelparameter und insgesamt auf die muskuläre Leitungsfähigkeit findet diese Methode sowohl im Bereich Therapie als auch im Bereich Sport Anwendung. Bei der Elektromyostimulation muss man die lokale EMS von der Ganzkörper-Elektromyostimulation unterscheiden. Bei der lokalen EMS werden mit Elektroden einzelne Muskeln bzw. Muskelgruppen isoliert aktiviert. Beim Ganzkörper-EMS-Training werden über spezielle Manschetten und Westen oder Ganzkörperanzüge mit eingearbeiteten Elektroden mehrere große Muskelgruppen gleichzeitig aktiviert. Dabei ist es bei manchen Systemen möglich, Agonisten und Antagonisten gezielt einzeln oder unterschiedlich stark zu aktivieren.
EMS kann passiv oder aktiv ablaufen, sprich ohne oder mit zusätzlicher willentlicher Muskelaktivierung. Bei der aktiven EMS überlagern sich die strominduzierte und die willkürliche Aktivierung der Muskulatur, woraus eine höhere Kontraktionsstärke resultiert. Der Muskel kann willentlich isometrisch oder dynamisch aktiviert werden. Teils werden auch komplexere Trainingsübungen ausgeführt, deren muskuläre Wirkung durch EMS gesteigert wird. Eine Sonderform stellt die funktionelle EMS dar, bei der bei vorliegenden Muskellähmungen koordinierte Muskelkontraktionen generiert werden, die das Gehen erleichtern oder Radfahren ermöglichen (s. u.).
Bei den angewendeten EMS-Protokollen herrscht eine große Vielfalt, wobei überwiegend biphasische Impulse mit einer Impulsdauer zwischen 100 und 500 μs und einer niedrigen Impulsfrequenz von 10–100 Hertz Anwendung finden (sog. TENS-Ströme).

### Elektrische Muskelaktivierung (EMA)
Bem EMA-Training wird das gleiche System wie beim EMS-Training verwendet. Der signifikante Unterschied liegt darin, dass die Frequenzen wesentlich höher sind und der Strom nicht durch das Nervensystem zum Muskel gelangt, sondern direkt. Dies ist einerseits interessant, da die Effekte wesentlich stärker sein können, andererseits birgt diese Art des Reizstroms auch gewisse Risiken, da der Nerv nicht wie beim EMS-Training durch die motorische Endplatte vor einer zu starken Aktivierung geschützt ist. Beim EMA-Training hat der Muskel quasi keine Chance, er muss den „Befehl“ von außen ausführen und noch stärker kontrahieren, was unter Umständen auch zu Muskelfaserrissen und weiteren Verletzungen führen kann. Die Frequenz beim EMA-Triaining liegt bei 1.000 bis 10.000 Hz. In den 1970ern wurden insbesondere verschiedene Hochleistungsathleten mit dieser Art des Reizstroms trainiert, was sehr große Erfolge zu einem noch höheren Preis mit sich brachte.

#### EMS-Anwendungsgebiete

##### Sport
EMS wird im Sport eingesetzt, um die muskuläre Kraft zu steigern und den systematischen Trainingsprozess zu unterstützen. Die wissenschaftliche Datenlage ist hier inzwischen sehr umfangreich. Ein umfassender systematischer Literaturüberblick, der 89 wissenschaftliche Studien mit untrainierten und trainierten gesunden Probanden einschloss, zeigte eine signifikante und meist ausgeprägte Wirkung von EMS auf Parameter der muskulären Leistungsfähigkeit (u. a. Maximalkraft, Schnellkraft). So zeigten die Studien z. B. bei Sportlern nach isometrischem EMS signifikante Steigerungen sowohl bezüglich isometrischer (im Mittel +32±15,6%) als auch hinsichtlich dynamischer Maximalkraft (im Mittel +34,1±21,7%). Vergleichbare Effekte treten auch bei untrainierten und bei dynamischer EMS auf. Die Schnellkraft verbesserte sich bevorzugt durch ein dynamisches EMS-Training. Die hohen Effekte auf die Schnellkraft werden darauf zurückgeführt, dass auf EMS-Training bevorzugt die schnellzuckenden Muskelfasern ansprechen, welche bei willkürlichem Training erst bei maximalen Lasten oder Bewegungsgeschwindigkeiten rekrutiert werden.
Eine Analyse der Studienergebnisse ergab als Bedingungen für eine gute Wirksamkeit eine angemessene Trainingshäufigkeit und -dauer, eine ausreichende Muskelkontraktionsstärke (≥50 % der maximal willentlichen Kontraktionsstärke), eine Impulsdauer von 200 bis 400 μs und eine Stimulationsfrequenz von 50 bis 100 Hz. Eine weitere Literaturanalyse mit der Fragestellung des optimalen Protokolls, welche die Stärke des sensiblen Diskomforts und die frequenzabhängige Ermüdung („high frequency fatigue“) und damit reduzierte Ansprechbarkeit der Muskulatur mit einbezog, kam zum Ergebnis, dass eine Impulsdauer von 400 bis 600 μs und eine Frequenz von 30 bis 50 Hz ideal zum Muskeltraining sind.
Die Wirkung mittelfrequenter Ströme auf muskuläre Leistungsparameter ist weniger gut untersucht. Nur 4 der 89 Studien in dem o. g. Review von Filipovic et al. arbeiteten mit mittelfrequenten Strömen (<1000 Hz). Dass niederfrequente und mittelfrequente Ströme in ähnlicher Weise geeignet sind, die Muskulatur zu aktivieren, zeigte eine aktuelle Metaanalyse. Diese ergab auch, dass hinsichtlich des sensiblen Diskomforts keine Unterschiede zwischen beiden Methoden bestehen. Die alte Lehrmeinung, dass mittelfrequente Ströme wegen der Verringerung des Hautwiderstandes sensorisch angenehmer sind, muss somit revidiert werden. Auch hinsichtlich resultierender Muskelschädigung und Muskelkater (CK, DOMS) existiert entgegen früheren Annahmen zwischen beiden Methoden kein Unterschied. Die Wirkung mittelfrequenter Ströme ist allerdings von der Stromform abhängig. So erwiesen sich die lange Zeit bevorzugten modulierten 2500 Hz-Ströme („Russian“) mit Blick auf die Aktivierung der Muskulatur und den sensiblen Diskomfort den modulierten 1000-Hz-Strömen („Aussie“) und niederfrequenten TENS Strömen unterlegen.
Vergleicht man die durch EMS erzielten Effekte mit denen, die durch konventionelles Krafttraining generiert werden, so zeigen die wenigen Untersuchungen ein heterogenes Ergebnis mit teils Effekten zugunsten von EMS, teils zu Gunsten von Krafttraining oder ohne Unterschied. Hainault und Duchateau schlussfolgerten daher, dass „die Kraftzugewinne durch EMS vergleichbar, aber nicht größer sind, als durch willentliches Training“.
Aber EMS scheint gerade wegen der Besonderheit der Reizsetzung und der Spezifität der Adaptionen, welche durch ein konventionelles willkürliches Training in dieser Form nicht realisiert werden können, eine sinnvolle Ergänzung zum Training zu sein und einen Beitrag zur Realisierung der Trainingsprinzipien Reizsteigerung und Reizvariation leisten zu können. Mit Blick auf die Studienergebnisse der o. g. Analyse schlussfolgern Filipovic et al. dass es sich bei EMS um einen vielversprechenden Ansatz zur Steigerung von muskulären Leistungsparametern handelt.
Kritikpunkt an EMS ist das mangelnde Training der Koordination, da die (Rückkopplungs-)Mechanismen der zentralnervösen Ansteuerung der Muskulatur nicht beansprucht werden. In diesem Zusammenhang ist jedoch festzuhalten, dass sich in Studien durchaus eine elektromyografisch messbare Verbesserung der neuronalen Aktivierung der Muskulatur nach einem EMS-Training zeigte, welche eine zentralnervöse Anpassung belegt. Die EMS-induzierte Verbesserung der Muskelansteuerung liegt vermutlich darin begründet, dass die Muskelaktivierung nicht nur direkt über periphere Nervenäste, sondern auch indirekt über eine Reflexaktivierung von Motoneuronen erfolgt. Des Weiteren wurde eine Aktivierung von motorischen Hirnarealen durch EMS beobachtet. Da allerdings die Bewegungssteuerung im Sinne der sensomotorischen Rückkopplungsmechanismen mit EMS nicht adäquat trainiert wird, sollte ein EMS-Training idealerweise mit konventionellen funktionellen Übungen oder propriozeptivem Training kombiniert werden. Grundsätzlich besteht auch die Möglichkeit, bei der Durchführung entsprechender komplexer Übungen deren Wirkung auf die Muskulatur durch simultane Applikation von EMS zu erhöhen. Zusammenfassend lässt sich feststellen, dass es sich bei EMS-Training um eine spezifische und spezielle Form des Muskeltrainings handelt, mit der man nicht alle Dimensionen der sportlichen Leistungsfähigkeit trainieren kann. Dementsprechend kann EMS ein sportliches Training ergänzen, nicht jedoch ersetzen.
Das EMS-Training, welches ursprünglich aus der therapeutischen Anwendung kommt, spielt inzwischen eine bedeutende Rolle im Profi- und Breitensport. In Deutschland trainieren mittlerweile rund 140.000 Menschen bei rund 1.500 Ganzkörper-EMS-Anbietern (Stand Dezember 2015). Viele der Anbieter sind als sogenannte Microstudios organisiert.

##### Therapie
Zur Frage der medizinischen Anwendung von EMS adressiert ein aktueller umfassender Cochrane Review die Wirkung von EMS im Fall von Muskelschwäche bei Patienten mit fortgeschrittenen Erkrankungen (chronische Lungen-, Herzerkrankungen, Krebs). Basierend auf der Analyse von 18 Publikationen (933 Patientendaten) schlussfolgern die Autoren, dass EMS, welches sowohl die Kraft als auch die Muskelmasse sowie die Gehfähigkeit beim 6-Minuten-Walking-Test verbesserte, eine effektive Maßnahme gegen Muskelschwäche ist und als Behandlungsmaßnahme im Rahmen von Rehabilitationsprogrammen in Betracht gezogen werden sollte. In allen 18 Studien kamen niederfrequente TENS-Ströme zum Einsatz (15 bis 75 Hz, 200 bis 700 μs).
Im orthopädischen Bereich konnten in Studien gute Ergebnisse durch EMS bei chronischen Rückenschmerzen bezogen auf Rückenkraft und Schmerzen erzielt werden. Die Wirkung bei Arthrose ist unklar, wobei eine neue Metaanalyse eine schmerzlindernde Wirkung bei Kniearthrose zeigte.
Im neurologischen Bereich findet EMS v. a. bei peripheren Nervenschädigungen Anwendung. Der Einsatz von EMS bei partieller Denervation peripherer Nerven war lange Zeit äußerst umstritten. Neuere Studien belegen allerdings eindeutig den Nutzen durch eine Verringerung der Atrophie der Muskulatur und eine Reinnervation, die vermutlich unter anderem durch die Ausschüttung neurotropher Faktoren hervorgerufen wird. Bei zentralnervösen neurologischen Erkrankungen ist die Anwendung von klassischem EMS weniger verbreitet und kaum erforscht. Bei entsprechenden Krankheitsbildern wie Hemiplegie oder Multipler Sklerose kommt funktionelle Elektromyostimulation (FES) zum Einsatz, deren Ziel es ist, die motorischen Defizite durch eine Aktivierung der Muskulatur zu reduzieren und so Greiffunktion oder Gehfunktion durch koordinierte Impulse zu verbessern. Bei kompletter Querschnittslähmung wird FES zur Koordinierung der Muskelaktivität auf einem Fahrradergometer oder an einer Beinpresse eingesetzt. Das Potential der FES im Rahmen der Rehabilitation verdeutlicht eine Studie, in der ein FES-Training auf dem Fahrradergometer bei Querschnittspatienten zur positiven Beeinflussung der neurologischen Funktion, der Muskelmasse und -struktur, der funktionellen Fähigkeiten, der Spastizität und schließlich der Lebensqualität führte.
Gerade in der Therapie besitzt EMS Vorteile: (1) Erstens ist das Training subjektiv weniger anstrengend als konventionelles Krafttraining, wonach bei Patienten mit Erschöpfungssyndrom die Hemmschwelle zur Durchführung geringer ist. (2) Zweitens kann eine Muskelaktivierung bei gleichzeitig geringer Gelenkbelastung realisiert werden, was gerade in der Phase der Teilbelastung von Bedeutung ist. (3) Drittens wirken sich auch die bei EMS verwendeten Stromformen positiv auf die Schmerzwahrnehmung aus, wobei der schmerzlindernde Effekt bei niederfrequenten und Strömen im Kiloherzbereich vergleichbar sind.

#### Elektrostimulation durch Cochlea-Implantat
Ein weiteres Anwendungsgebiet der Elektrostimulation findet sich in der HNO. Hier wird das Cochleaimplantat verwendet, welches durch direkte Elektrostimulation des Hörnervs ein Hören bei starkem Hörverlust oder sogar bei Taubheit ermöglichen kann.
Die Elektrostimulation erfolgt dabei an unterschiedlichen Stellen der Scala tympani, wodurch verschiedene Abschnitte der Basilarmembran und der dazugehörigen Ganglienzellen des Hörorgans gereizt werden. Dadurch kommt es zu einer tonotopen Reizung und zur Nachbildung der Frequenz-Orts-Transformation des normalen Innenohrs. Des Weiteren wird über die Reizrate an jeder Elektrode die zeitliche Struktur der akustischen Informationen übertragen.
Patienten mit Cochleaimplantat können nach Anpassung des Sprachprozessors und mit genügend Übung nicht nur Sprache verstehen, sondern auch telefonieren oder Musik hören. Vor allem Kinder, die mit starker Hörminderung geboren wurden, brauchen jedoch sehr viel Hörtraining, um das Hören zu erlernen und damit auch eine Möglichkeit zur aktiven Sprache zu bekommen.

#### Elektrostimulation komplett denervierter Muskulatur
Die einzige effektive Möglichkeit, denervierte Muskulatur (permanent komplette periphere Lähmung) zu trainieren, ist der Einsatz von Elektrostimulation mit Impulsen von 40–300 ms Impulsbreite und Intensitäten bis zu 250 mA zur direkten Muskelstimulation. Damit kann ein Krafttraining mittels tetanischer Kontraktionen durchgeführt werden, welches zu strukturellen und funktionell messbaren Verbesserungen führt.